# Ruski Krstur
Ruski Krstur (en serbe cyrillique Руски Крстур ; en ruthène pannonien : Руски Керестур ; en hongrois : Bácskeresztúr) est une localité de Serbie située dans la province autonome de Voïvodine. Elle fait partie de la municipalité de Kula dans le district de Bačka occidentale. Au recensement de 2011, elle comptait 4 579 habitants.
Ruski Krstur est officiellement classé parmi les villages de Serbie.

## Histoire
Ruski Krstur a été fondé dans les années 1745-1746, par des Ruthènes installés dans le Banat. Ces habitants venaient de Hornjica dans les Carpates et de Kosceljisko, un village qui se trouve entre Krstur et Kula. Une population ruthène encore plus importante venait de Košice, aujourd'hui en Slovaquie, d'Oujgorod, en Ukraine, et de Miškolac. Les habitants de la localité, pour l'essentiel, travaillaient sur les terres des environs de Kula. D'abord connue sous le nom de Bač Kerestur, Ruski Krstur prit son nom actuel en 1751.

## Démographie

### Évolution historique de la population
| 1948  | 1953  | 1961  | 1971  | 1981  | 1991  | 2002  | 2011  |
| ----- | ----- | ----- | ----- | ----- | ----- | ----- | ----- |
| 5 874 | 6 115 | 5 873 | 5 960 | 5 826 | 5 636 | 5 213 | 4 579 |

|  |

## Religion
La ville est le siège de l'éparchie Saint-Nicolas de Ruski Krstur des Byzantins.

#### Informations
- (sr + en) Site de la ville de Ruski Krstur
- (en) Page Internet sur Ruski Krstur
- (sr) Les Ruthènes en Serbie

#### Données géographiques
- (en) Vue satellite de Ruski Krstur sur fallingrain.com